# فاروا مدمرة
الفاروا المدمرة (الاسم العلمي:Varroa destructor) هي نوع من الحيوانات يتبع جنس الفاروا من الفصيلة الفارواوية. حجم هذا النوع صغير ويرى بالعين المجردة، لونه بني غامق وشكله بيضاوي مسطح، ويعيش قراد الفاروا المدمرة متطفلاً خارجياً بين الحلقات البطنية للذكور أو يرقات النحل ويتغدي على النحلة ( هيموليمف ) وذلك بإحداث جرح في جسم النحلة بواسطة أجزاء فمه ثم يقوم بإحداث ضغط علي حافة الكيونيك ويمتص الدم. يمشي قراد الفاروا بشكل متعرج كسرطان البحر مع توقفات قصيرة وهو لا يحب الضوء ويختبئ بالنخاريب إذا ما تعرض له.

## تاريخ ظهوره
اكتشف الفاروا في جزيرة جاوة الإندونيسية سنة 1904 على نحل العسل الشرقي وانتقل بعدها إلى نحل العسل الغربي سنة 1952 وغزا كل بلدان العالم باستثناء إستراليا وصار يتطفل على أنواع عديدة من النحل كما صار من أكبر مشاكل تربية النحل.

## دورة حياته

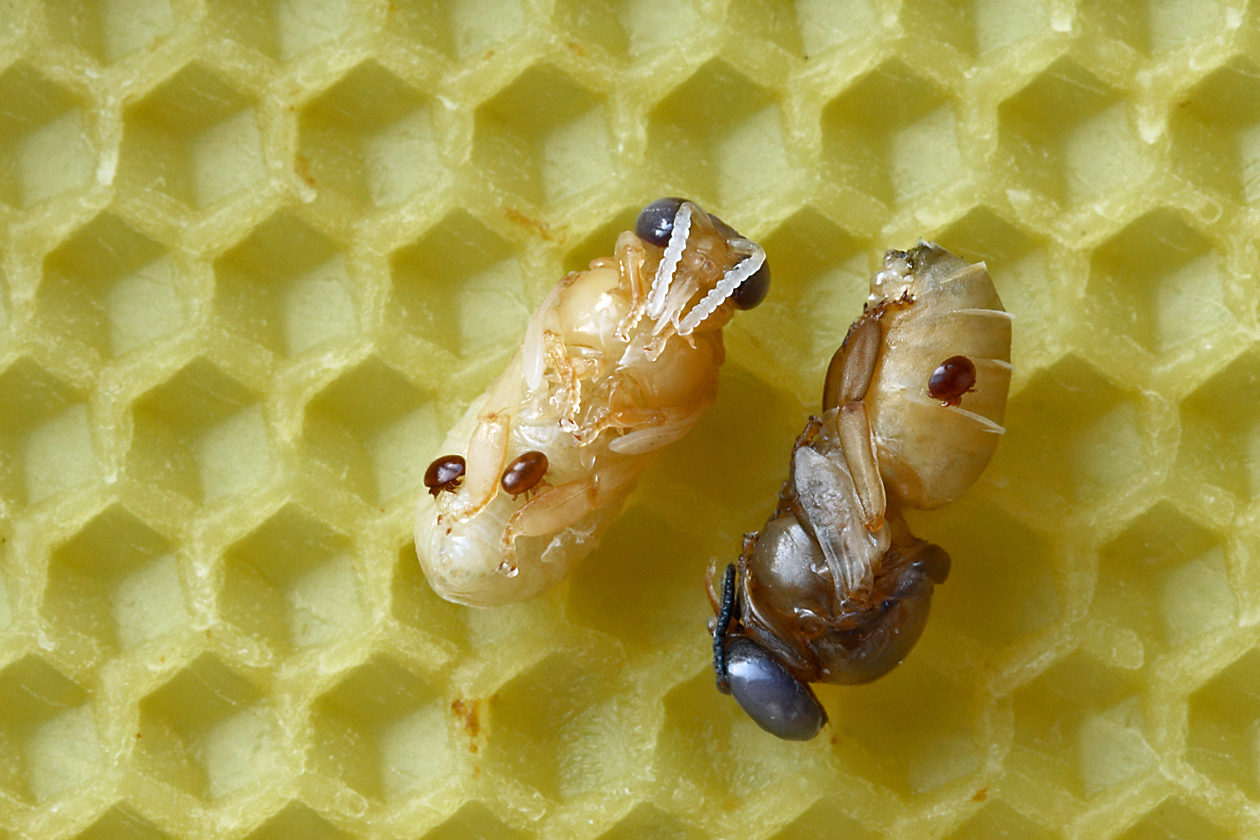
الفاروا علي النحل

تحتاج أنثى الطفيل البالغة في 4 - 11 يوم حتى تنضج مبايضها وهي في هذة الفترة تتطفل على النحلة الكاملة بعد ذلك تترك جسم النحلة وتهبط إلى النخاريب التي تحتوي على حضنة النحل قبل إغلاق العيون السداسية مباشرة عليها أي في العمر الخامس لليرقة حيث تمتص دمها الذي يحتوي على نسبة كبيرة من هرمون الانسلاخ (هرمون جيوفينيل) , والذي تكون نسبته في حضنة الذكور أعلى مما يؤدي إلى أن أناث الفاروا تفضل حضنة الذكور عادة في حالة وجودها وقد يصل أعداد إناث الفاروا على اليرقة الواحدة إلى 7 في حالات الإصابة الشديدة.
وتبدأ أنثى الفاروا بوضع البيض بعد 24 - 72 ساعة مستفيدة من هرمون الانسلاخ الذي ينشط مبايضها ويكون وضع بيضها بالشكل التالي:
البيضة الأولى أنثى والبيضة الثانية ذكر والثلاث بيضات التالية إناث، في حالة التطفل على يرقات الذكور تنجح الأنثى الأولى والثانية في البلوغ والتزاوج والثالثة في البلوغ فقط أما في حالة التطفل على يرقات الشغالة تنجح الأنثى الأولى في البلوغ والتزاوج والثانية في البلوغ فقط.
بعد ذلك تخرج الحشرة الكاملة (شغالة أو ذكر) , في النخاريب تحمل إناث القراد الجديدة البالغة لحين تنضج مبايضها وتعيد الكرة من جديد.
تعيش أنثى القراد 2 -3 أشهر خلال الصيف و 6 - 8 أشهر في الشتاء ويؤكد بعض العلماء بأن قراد الفاروا يستطيع التكاثر.

## تربية النحل

### طرق العدوى
1. عن طريق السرقة بين الطوائف ودخول النحل التّائه لطوائف غريبة.
2. إدخال ملكات مصابة لنحل سليم.
3. استخدام أدوات النحال بدون تعقم بين مناحل مصابة وأخرى سليمة أو تنقل أجزاء في الخلايا المصابة إلى السليمة.
4. عن طريق دخول ذكور مصابة إلى طوائف سليمة وخاصة في فصل الربيع وأثناء فترة تلقيح الملكات.
5. الخلية التي فقدت ملكتها وتحولت إلى طوائف ذكرية وهذة تكون بؤرة القراد في حالة وجود في المنحل.
6. قرب الطوائف من بعضها البعض في المناحل.

### أعراض الإصابة بالفاروا
1. مشاهدة يرقات وعذاري النحل ميتة على مدخل الخلية.
2. ضعف كبير بالطائفة وظهور نحل مشوه في بادية الربيع والخريف.
3. قلة إنتاج العسل.
4. هروب النحل من خليته نتيجة الإزعاج الكبير الذي يسببه الطفيل.
5. مشاهدة القراد بالعين على الحلقات البطنية للنحل كما من الممكن مشاهدته وهو يمشي على البراويز.

### تشخيص الإصابة
يمكن تشخيص الإصابة عن طريق فحص الحلقات البطنية للنحل السارح، وأيضا كشط البيوت الذكرية (الحضنة) في الربيع وبيوت الشغالات في الخريف فإذا ما كانت الطوائف المصابة ظهر الفاروا على الحضنة.